# Amy Chua
Amy Lynn Chua (Champaign (Illinois), 26 de outubro de 1962) é uma Filipino-Chinesa-Norte-americana, professora de direito na Faculdade de Direito da Universidade de Yale. Foi autora em 2002 do livro World on Fire sobre as minorias étnicas bem sucedidas no mundo dos negócios e como a democracia, políticos populistas e a falta de uma sociedade civil podem ameaçar essas minorias, casos como o do genocídio do Ruanda exemplificam. Amy Chua é americana com família originária das Filipinas, da minoria étnica chinesa.

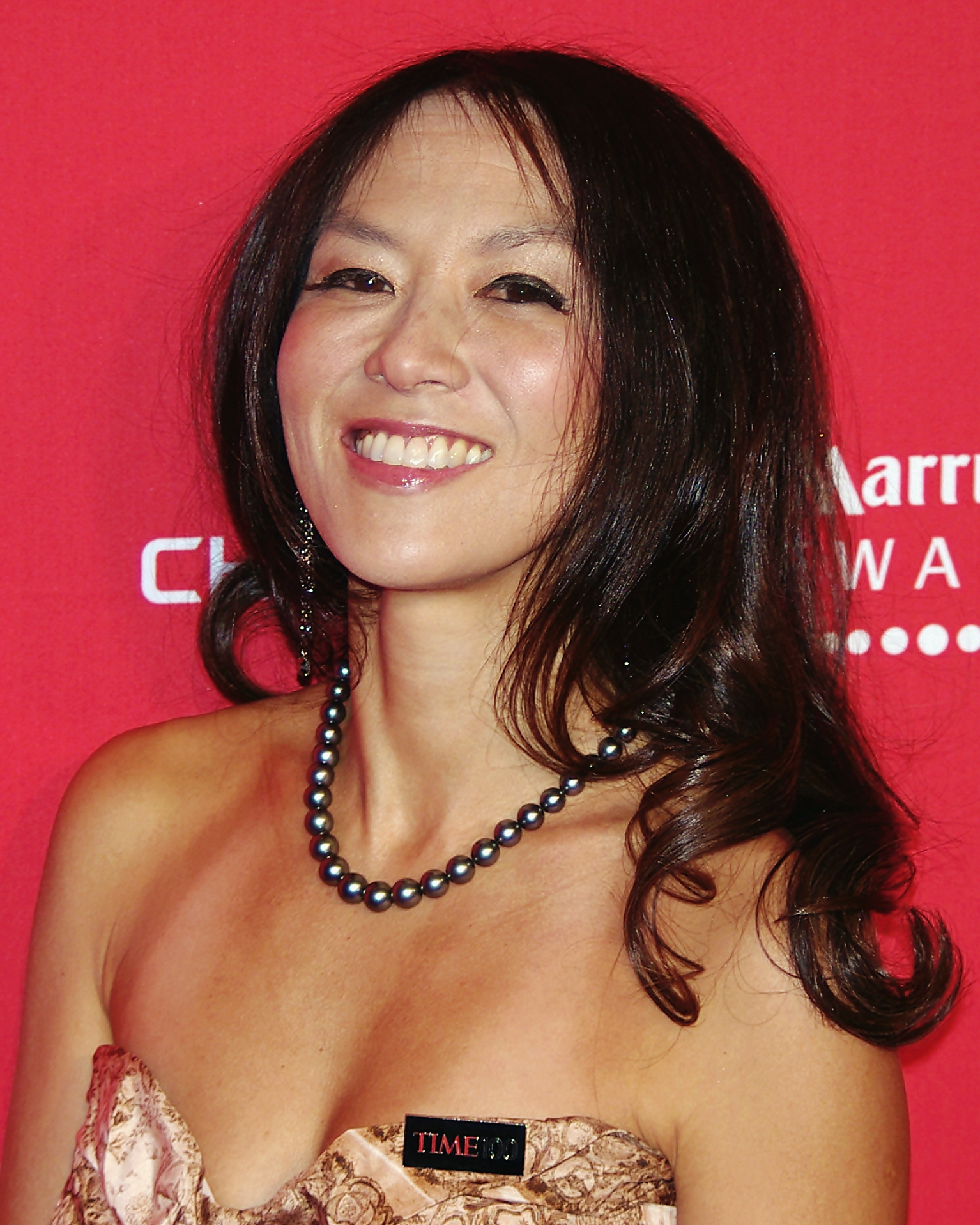
Amy Chua

## Biografia
A experiência dela é em transações comerciais internacionais, direito e desenvolvimento, conflito étnico e globalização e direito. Ela se juntou ao corpo docente de Yale em 2001, depois de lecionar na Faculdade de Direito da Universidade Duke por sete anos. Em 2011, ela foi nomeada uma das 100 pessoas mais influentes da revista Time , uma Brave Thinker (Pensadora Corajosa) da revista The Atlantic e uma Global Thinker (Pensadora Global) da revista Foreign Policy.

### Começo da vida e educação
Chua foi criada como católica e viveu em West Lafayette (Indiana). Quando ela tinha 8 anos, sua família se mudou para Berkeley (Califórnia).
Chua se descreveu como uma "criança feia" durante seus dias de escola; ela foi intimidada na escola por seu sotaque estrangeiro (que ela perdeu desde então) e foi alvo de insultos raciais de vários colegas de classe. Ela foi para El Cerrito High School, onde se formou como oradora da turma. Na faculdade, ela se formou como parte da sociedade de honra Phi Beta Kappa e magna cum laude ("com grandes honras", literalmente) em Economia em 1984 pela Universidade Harvard. Ela se formou cum laude em 1987 na Faculdade de Direito da Universidade Harvard, onde foi a primeira funcionária asiática-americana do jornal Harvard Law Review, atuando como editora executiva.
Após a faculdade de direito, Chua trabalhou como assistente para a juíza-chefe Patricia M. Wald em uma das Cortes de apelações dos Estados Unidos, em Washington, D.C.

## Livros
- World On Fire: How Exporting Free Market Democracy Breeds Ethnic Hatred and Global Instability (2002) ISBN 978-0385512848
- Day of Empire: How Hyperpowers Rise to Global Dominance – and Why They Fall (2007) ISBN 9780385512848
- Battle Hymn of the Tiger Mother (2011) ISBN 978-0143120582 no Brasil: Grito de Guerra da Mãe Tigre (Intrínseca, 2011) / em Portugal: O Grito de Guerra da Mãe Tigre (Lua de Papel, 2011)
- The Triple Package: How Three Unlikely Traits Explain the Rise and Fall of Cultural Groups in America (2014) ISBN 978-1594205460
- Political Tribes: Group Instinct and the Fate of Nations (2018) ISBN 978-0399562853